# 南竹堂
南竹堂（なんちくどう、生没年不詳）とは、江戸時代の浮世絵師。

## 来歴
師系・経歴不明。大坂の人かといわれる。南竹堂と号す。役者似顔絵の分野で活躍した。文化12年（1815年）刊行の一枚摺見立番付「ひいき」に名がある。